# Foix (Occitània)
Foix [ˈfoʃ, ˈfojʃ] (en occità Fois [ˈfujs, ˈfujʃ], en francès Foix [fwa]) és una petita ciutat occitana, capital del departament francès de l'Arieja i de l'antic País de Foix. Està situada vora el riu Arieja, a la confluència amb l'Arget; es troba al sud de Tolosa, prop de la frontera andorrana. El 2018 la seva població era de 9.452 habitants, anomenats foixencs (en occità foissencs, en francès Fuxéens), amb la qual cosa és la segona ciutat del departament, després de Pàmies.
Segons la proposta del diari Jornalet de divisió administrativa d'Occitània, basada en l'obra de Frederic Zégierman Le Guide des pays de France, Foix seria tant la vila principal del parçan (comarca occitana) del País de Foix, com de la subregió del Comtat de Foix, ubicada dins la regió del Llenguadoc.

## Història
Foix probablement deu el seu origen a un oratori fundat per Carlemany, que més tard va passar a abadia. Amb el temps, la ciutat esdevindria el centre del comtat de Foix, els senyors del qual, en la seva qualitat de vescomtes de Castellbò, eren coprínceps d'Andorra juntament amb els bisbes d'Urgell.
Foix fou el lloc de naixement de la reina consort d'Aragó (1505-1516) Germana de Foix, que també fou virreina de València.
La ciutat fou el lloc de naixement de Charles de Freycinet (1828-1923), estadista i primer ministre francès.

## Llocs d'interès
L'edifici històric principal és el castell dels Comtes de Foix, dalt d'un turó isolat que senyoreja la ciutat vella, de carrers estrets i cases d'arquitectura tradicional. El castell té tres torres dels segles xii, xiv i xv, respectivament. El conjunt, força espectacular, és un autèntic pastitx a conseqüència de l'arbitrària reconstrucció medievalitzant efectuada el segle xix per l'escola d'Eugène Viollet-le-Duc.
L'església principal, edifici gòtic del segle xiv amb restes d'una construcció romànica anterior i un campanar renaixentista, està dedicada a sant Volusià, arquebisbe de Tours del segle v. És l'església d'una antiga abadia existent ja en temps carolingis exclaustrada durant la Revolució francesa. El claustre de l'abadia, molt modificat, està ocupat actualment per la prefectura del departament de l'Ariège.